# گمینا بانگه مازورسکیه
گمینا بانگه مازورسکیه (به لهستانی:  Gmina Banie Mazurskie) یک گمینا در لهستان است که در شهرستان گووداپ واقع شده‌است. گمینا بانگه مازورسکیه ۲۰۵٫۰۲ کیلومتر مربع مساحت و ۳٬۹۲۰ نفر جمعیت دارد.